# Fidelity (Illinois)
Fidelity es una villa ubicada en el condado de Jersey en el estado estadounidense de Illinois. En el Censo de 2010 tenía una población de 114 habitantes y una densidad poblacional de 400,14 personas por km².

## Geografía
Fidelity se encuentra ubicada en las coordenadas 39°9′17″N 90°9′51″O / 39.15472, -90.16417. Según la Oficina del Censo de los Estados Unidos, Fidelity tiene una superficie total de 0.28 km², de la cual 0.28 km² corresponden a tierra firme y (0%) 0 km² es agua.

## Demografía
Según el censo de 2010, había 114 personas residiendo en Fidelity. La densidad de población era de 400,14 hab./km². De los 114 habitantes, Fidelity estaba compuesto por el 95.61% blancos, el 0% eran afroamericanos, el 0% eran amerindios, el 0% eran asiáticos, el 0% eran isleños del Pacífico, el 0% eran de otras razas y el 4.39% pertenecían a dos o más razas. Del total de la población el 0% eran hispanos o latinos de cualquier raza.